# Gran Premio motociclistico delle Americhe 2015
Il Gran Premio motociclistico delle Americhe 2015 è stato la seconda prova del motomondiale del 2015.
La terza edizione della storia di questo GP viene vinta da Marc Márquez in MotoGP (terza vittoria per lo spagnolo in tre edizioni disputate) e da Danny Kent in Moto3. Nella classe Moto2 è Sam Lowes a vincere la prima gara della sua carriera nel motomondiale, il pilota britannico aveva già vinto otto gare nel mondiale Supersport, laureandosi campione mondiale nel 2013.

## MotoGP
Marc Márquez vince la seconda prova del motomondiale 2015, prima affermazione stagionale per lo spagnolo, che porta a venti i successi della sua carriera in MotoGP, terza vittoria in tre edizioni del GP delle Americhe. Secondo ad oltre due secondi di distacco giunge Andrea Dovizioso alla guida della Ducati Desmosedici, con Valentino Rossi al terzo posto. Fuori dal podio, chiude in quarta posizione Jorge Lorenzo (compagno di squadra di Rossi nel team Movistar Yamaha) con Andrea Iannone quinto con moto identica a quella di Dovizioso.
Nella classifica iridata, Rossi mantiene il comando con 41 punti, seguito da Dovizioso con 40 punti, terzo Márquez con 36, Iannone quarto a 27 e Lorenzo quinto con 26 punti.
Daniel Pedrosa non prende parte a questa gara in quanto convalescente a seguito di un intervento chirurgico all'avambraccio destro, il suo posto viene preso dal pilota giapponese Hiroshi Aoyama. Con la presenza in questa gara, lo statunitense Nicky Hayden raggiunge la duecentesima presenza della sua carriera nel motomondiale (tutte gare corse nella classe MotoGP).

### Arrivati al traguardo
| Pos. | Nº | Pilota           | Squadra                     | Motocicletta       | Giri | Tempo     | Griglia | Punti |
| ---- | -- | ---------------- | --------------------------- | ------------------ | ---- | --------- | ------- | ----- |
| 1º   | 93 | Marc Márquez     | Repsol Honda                | Honda RC213V       | 21   | 43'47.150 | 1º      | 25    |
| 2º   | 4  | Andrea Dovizioso | Ducati Team                 | Ducati Desmosedici | 21   | +2.354    | 2º      | 20    |
| 3º   | 46 | Valentino Rossi  | Movistar Yamaha             | Yamaha YZR-M1      | 21   | +3.120    | 4º      | 16    |
| 4º   | 99 | Jorge Lorenzo    | Movistar Yamaha             | Yamaha YZR-M1      | 21   | +6.682    | 3º      | 13    |
| 5º   | 29 | Andrea Iannone   | Ducati Team                 | Ducati Desmosedici | 21   | +7.584    | 7º      | 11    |
| 6º   | 38 | Bradley Smith    | Monster Yamaha Tech 3       | Yamaha YZR-M1      | 21   | +10.557   | 10º     | 10    |
| 7º   | 35 | Cal Crutchlow    | CWM LCR Honda               | Honda RC213V       | 21   | +16.967   | 5º      | 9     |
| 8º   | 41 | Aleix Espargaró  | Suzuki Ecstar               | Suzuki GSX-RR      | 21   | +19.025   | 8º      | 8     |
| 9º   | 25 | Maverick Viñales | Suzuki Ecstar               | Suzuki GSX-RR      | 21   | +38.570   | 12º     | 7     |
| 10º  | 9  | Danilo Petrucci  | Pramac Racing               | Ducati Desmosedici | 21   | +41.796   | 11º     | 6     |
| 11º  | 7  | Hiroshi Aoyama   | Repsol Honda                | Honda RC213V       | 21   | +47.199   | 18º     | 5     |
| 12º  | 8  | Héctor Barberá   | Avintia Racing              | Ducati Desmosedici | 21   | +47.339   | 13º     | 4     |
| 13º  | 69 | Nicky Hayden     | Aspar Team                  | Honda RC213V-RS    | 21   | +56.484   | 22º     | 3     |
| 14º  | 43 | Jack Miller      | CWM LCR Honda               | Honda RC213V-RS    | 21   | +56.731   | 19º     | 2     |
| 15º  | 19 | Álvaro Bautista  | Aprilia Racing Team Gresini | Aprilia RS-GP      | 21   | +57.372   | 23º     | 1     |
| 16º  | 50 | Eugene Laverty   | Aspar Team                  | Honda RC213V-RS    | 21   | +58.898   | 17º     |       |
| 17º  | 76 | Loris Baz        | Athinà Forward Racing       | Yamaha Forward     | 21   | +1'08.787 | 20º     |       |
| 18º  | 15 | Alex De Angelis  | Octo IodaRacing             | ART                | 21   | +1'22.236 | 24º     |       |

### Ritirati
| Nº | Pilota          | Squadra                     | Motocicletta       | Giri | Griglia |
| -- | --------------- | --------------------------- | ------------------ | ---- | ------- |
| 17 | Karel Abraham   | AB Motoracing               | Honda RC213V-RS    | 16   | 21º     |
| 33 | Marco Melandri  | Aprilia Racing Team Gresini | Aprilia RS-GP      | 10   | 25º     |
| 68 | Yonny Hernández | Pramac Racing               | Ducati Desmosedici | 6    | 15º     |
| 63 | Mike Di Meglio  | Avintia Racing              | Ducati Desmosedici | 6    | 16º     |
| 45 | Scott Redding   | EG 0,0 Marc VDS             | Honda RC213V       | 5    | 6º      |
| 6  | Stefan Bradl    | Athinà Forward Racing       | Yamaha Forward     | 3    | 14º     |
| 44 | Pol Espargaró   | Monster Yamaha Tech 3       | Yamaha YZR-M1      | 0    | 9º      |

## Moto2
Sam Lowes conquista in questa gara la sua prima vittoria nel motomondiale, il pilota britannico aveva già vinto, prima di questa, otto gare nel mondiale Supersport, ottenendo il titolo iridato nello stesso campionato nel 2013. Dietro al primo classificato, si posiziona secondo il francese Johann Zarco, con il pilota spagnolo Álex Rins terzo, che consegue in questo modo il primo podio in Moto2 alla seconda gara della sua carriera in questa classe. Al quarto posto giunge Esteve Rabat (campione del mondo in carica) con Xavier Siméon, autore della pole position di sabato, che deve ritirarsi a causa di una caduta al sedicesimo giro.
Dopo due gare disputate, la situazione nella classifica iridata vede: Rins leader con 29 punti, dietro di lui si trova Zarco con 28 punti, con Lowes e Jonas Folger entrambi terzi con 25 punti.
Axel Pons si frattura il polso sinistro durante le prove libere, pertanto non prende la partenza della gara.

### Arrivati al traguardo
| Pos. | Nº | Pilota              | Squadra                        | Motocicletta       | Giri | Tempo     | Griglia | Punti |
| ---- | -- | ------------------- | ------------------------------ | ------------------ | ---- | --------- | ------- | ----- |
| 1º   | 22 | Sam Lowes           | Speed Up Racing                | Speed Up SF15      | 19   | 41'45.565 | 2º      | 25    |
| 2º   | 5  | Johann Zarco        | Ajo Motorsport                 | Kalex Moto2        | 19   | +1.999    | 4º      | 20    |
| 3º   | 40 | Álex Rins           | Paginas Amarillas HP 40        | Kalex Moto2        | 19   | +4.622    | 8º      | 16    |
| 4º   | 1  | Esteve Rabat        | EG 0,0 Marc VDS                | Kalex Moto2        | 19   | +8.975    | 3º      | 13    |
| 5º   | 21 | Franco Morbidelli   | Italtrans Racing               | Kalex Moto2        | 19   | +12.976   | 5º      | 11    |
| 6º   | 55 | Hafizh Syahrin      | Petronas Raceline Malaysia     | Kalex Moto2        | 19   | +14.168   | 15º     | 10    |
| 7º   | 95 | Anthony West        | QMMF Racing                    | Speed Up SF15      | 19   | +17.271   | 13º     | 9     |
| 8º   | 36 | Mika Kallio         | Italtrans Racing               | Kalex Moto2        | 19   | +17.513   | 11º     | 8     |
| 9º   | 60 | Julián Simón        | QMMF Racing                    | Speed Up SF15      | 19   | +17.689   | 7º      | 7     |
| 10º  | 30 | Takaaki Nakagami    | Idemitsu Honda Team Asia       | Kalex Moto2        | 19   | +17.764   | 6º      | 6     |
| 11º  | 3  | Simone Corsi        | Athinà Forward Racing          | Kalex Moto2        | 19   | +17.982   | 12º     | 5     |
| 12º  | 12 | Thomas Lüthi        | Derendinger Racing Interwetten | Kalex Moto2        | 19   | +24.824   | 17º     | 4     |
| 13º  | 23 | Marcel Schrötter    | Tech 3                         | Tech 3 Mistral 610 | 19   | +26.016   | 10º     | 3     |
| 14º  | 11 | Sandro Cortese      | Dynavolt Intact GP             | Kalex Moto2        | 19   | +27.456   | 16º     | 2     |
| 15º  | 73 | Álex Márquez        | EG 0,0 Marc VDS                | Kalex Moto2        | 19   | +28.568   | 23º     | 1     |
| 16º  | 94 | Jonas Folger        | AGR Team                       | Kalex Moto2        | 19   | +29.889   | 19º     |       |
| 17º  | 88 | Ricard Cardús       | Tech 3                         | Tech 3 Mistral 610 | 19   | +36.405   | 20º     |       |
| 18º  | 77 | Dominique Aegerter  | Technomag Racing Interwetten   | Kalex Moto2        | 19   | +38.693   | 9º      |       |
| 19º  | 25 | Azlan Shah          | Idemitsu Honda Team Asia       | Kalex Moto2        | 19   | +40.581   | 24º     |       |
| 20º  | 70 | Robin Mulhauser     | Technomag Racing Interwetten   | Kalex Moto2        | 19   | +41.504   | 25º     |       |
| 21º  | 4  | Randy Krummenacher  | JIR Racing                     | Kalex Moto2        | 19   | +50.471   | 18º     |       |
| 22º  | 96 | Louis Rossi         | Tasca Racing                   | Tech 3 Mistral 610 | 19   | +1'08.825 | 22º     |       |
| 23º  | 10 | Thitipong Warokorn  | APH PTT The Pizza SAG          | Kalex Moto2        | 19   | +1'10.990 | 26º     |       |
| 24º  | 2  | Jesko Raffin        | sports-millions-EMWE-SAG       | Kalex Moto2        | 19   | +1'11.138 | 29º     |       |
| 25º  | 66 | Florian Alt         | Octo Iodaracing                | Suter MMX2         | 19   | +1'19.442 | 27º     |       |
| 26º  | 7  | Lorenzo Baldassarri | Athinà Forward Racing          | Kalex Moto2        | 19   | +1'25.405 | 21º     |       |
| 27º  | 39 | Luis Salom          | Paginas Amarillas HP 40        | Kalex Moto2        | 19   | +1'32.876 | 14º     |       |

### Ritirati
| Nº | Pilota        | Squadra             | Motocicletta | Giri | Griglia |
| -- | ------------- | ------------------- | ------------ | ---- | ------- |
| 19 | Xavier Siméon | Federal Oil Gresini | Kalex Moto2  | 15   | 1º      |
| 51 | Zaqhwan Zaidi | JPMoto Malaysia     | Suter MMX2   | 12   | 28º     |

### Non partito
| Nº | Pilota    | Squadra  | Motocicletta |
| -- | --------- | -------- | ------------ |
| 49 | Axel Pons | AGR Team | Kalex Moto2  |

## Moto3
Danny Kent vince la gara della classe Moto3, il pilota britannico del team Leopard Racing, partito dalla pole position, si impone tagliando il traguardo con oltre otto secondi di vantaggio sugli avversari. Kent consegue in questa occasione la terza vittoria della sua carriera nel motomondiale, affermazione che gli mancava dal GP della Comunità Valenciana del 2012.
Al secondo posto Fabio Quartararo del team Estrella Galicia 0,0, con il pilota francese che ottiene così il primo podio della sua carriera nel motomondiale, risultato raggiunto alla sua seconda presenza iridata. Al terzo posto il pilota spagnolo Efrén Vázquez (anche lui, come Kent, del team Leopard Racing), che completa in questo modo un podio composto tutto da piloti alla guida di motociclette Honda.
La classifica iridata vede portarsi al comando proprio Kent, che guida con 41 punti, davanti a Enea Bastianini con 33, segue Quartararo al terzo con 29 punti.

### Arrivati al traguardo
| Pos. | Nº | Pilota              | Squadra                    | Motocicletta        | Giri | Tempo     | Griglia | Punti |
| ---- | -- | ------------------- | -------------------------- | ------------------- | ---- | --------- | ------- | ----- |
| 1º   | 52 | Danny Kent          | Leopard Racing             | Honda NSF250R       | 18   | 41'32.287 | 1º      | 25    |
| 2º   | 20 | Fabio Quartararo    | Estrella Galicia 0,0       | Honda NSF250R       | 18   | +8.532    | 6º      | 20    |
| 3º   | 7  | Efrén Vázquez       | Leopard Racing             | Honda NSF250R       | 18   | +8.652    | 16º     | 16    |
| 4º   | 33 | Enea Bastianini     | Gresini Racing             | Honda NSF250R       | 18   | +8.811    | 8º      | 13    |
| 5º   | 41 | Brad Binder         | Red Bull KTM Ajo           | KTM RC 250 GP       | 18   | +9.556    | 11º     | 11    |
| 6º   | 17 | John McPhee         | Saxoprint RTG              | Honda NSF250R       | 18   | +13.869   | 15º     | 10    |
| 7º   | 55 | Andrea Locatelli    | Gresini Racing             | Honda NSF250R       | 18   | +20.442   | 3º      | 9     |
| 8º   | 5  | Romano Fenati       | SKY Racing Team VR46       | KTM RC 250 GP       | 18   | +20.611   | 19º     | 8     |
| 9º   | 32 | Isaac Viñales       | Husqvarna Factory Laglisse | Husqvarna FR 250 GP | 18   | +20.863   | 7º      | 7     |
| 10º  | 98 | Karel Hanika        | Red Bull KTM Ajo           | KTM RC 250 GP       | 18   | +20.913   | 20º     | 6     |
| 11º  | 84 | Jakub Kornfeil      | Drive M7 SIC               | KTM RC 250 GP       | 18   | +21.249   | 23º     | 5     |
| 12º  | 16 | Andrea Migno        | SKY Racing Team VR46       | KTM RC 250 GP       | 18   | +23.725   | 22º     | 4     |
| 13º  | 65 | Philipp Öttl        | Schedl GP Racing           | KTM RC 250 GP       | 18   | +32.218   | 32º     | 3     |
| 14º  | 31 | Niklas Ajo          | RBA Racing                 | KTM RC 250 GP       | 18   | +36.702   | 21º     | 2     |
| 15º  | 12 | Matteo Ferrari      | San Carlo Team Italia      | Mahindra MGP3O      | 18   | +37.283   | 24º     | 1     |
| 16º  | 10 | Alexis Masbou       | Saxoprint RTG              | Honda NSF250R       | 18   | +47.027   | 10º     |       |
| 17ª  | 6  | María Herrera       | Husqvarna Factory Laglisse | Husqvarna FR 250 GP | 18   | +59.257   | 31ª     |       |
| 18º  | 2  | Remy Gardner        | CIP                        | Mahindra MGP3O      | 18   | +1'03.748 | 27º     |       |
| 19º  | 91 | Gabriel Rodrigo     | RBA Racing                 | KTM RC 250 GP       | 18   | +1'04.611 | 30º     |       |
| 20º  | 63 | Zulfahmi Khairuddin | Drive M7 SIC               | KTM RC 250 GP       | 18   | +1'16.968 | 28º     |       |
| 21º  | 19 | Alessandro Tonucci  | Outox Reset Drink          | Mahindra MGP3O      | 18   | +1'27.397 | 26º     |       |
| 22ª  | 22 | Ana Carrasco        | RBA Racing                 | KTM RC 250 GP       | 18   | +1'40.409 | 33ª     |       |
| 23º  | 23 | Niccolò Antonelli   | Ongetta-Rivacold           | Honda NSF250R       | 18   | +1'43.841 | 4º      |       |
| 24º  | 29 | Stefano Manzi       | San Carlo Team Italia      | Mahindra MGP3O      | 18   | +1'46.105 | 25º     |       |
| 25º  | 11 | Livio Loi           | RW Racing GP               | Honda NSF250R       | 17   | +1 giro   | 14º     |       |

### Ritirati
| Nº | Pilota            | Squadra              | Motocicletta   | Giri | Griglia |
| -- | ----------------- | -------------------- | -------------- | ---- | ------- |
| 24 | Tatsuki Suzuki    | CIP                  | Mahindra MGP3O | 17   | 29º     |
| 44 | Miguel Oliveira   | Red Bull KTM Ajo     | KTM RC 250 GP  | 10   | 2º      |
| 21 | Francesco Bagnaia | Mapfre Team Mahindra | Mahindra MGP3O | 9    | 9º      |
| 9  | Jorge Navarro     | Estrella Galicia 0,0 | Honda NSF250R  | 9    | 5º      |
| 88 | Jorge Martín      | Mapfre Team Mahindra | Mahindra MGP3O | 8    | 12º     |
| 76 | Hiroki Ono        | Leopard Racing       | Honda NSF250R  | 6    | 17º     |
| 95 | Jules Danilo      | Ongetta-Rivacold     | Honda NSF250R  | 5    | 18º     |
| 40 | Darryn Binder     | Outox Reset Drink    | Mahindra MGP3O | 1    | 34º     |
| 58 | Juanfran Guevara  | Mapfre Team Mahindra | Mahindra MGP3O | 0    | 13º     |